# 富田林市立第一中学校
富田林市立第一中学校（とんだばやししりつ だいいち ちゅうがっこう）は、大阪府富田林市にある公立中学校。

## 概要
富田林市（当時・南河内郡富田林町）で最初の中学校として、1947年に設立された。富田林市の中心部を校区とし、富田林寺内町が同校の校区に含まれている。
学校敷地は、旧制大阪府立富田林高等女学校（現在の大阪府立河南高等学校、1942年まで当地に所在）および大阪第二師範学校女子部（大阪教育大学の前身校の一つ、1942年設置・1951年廃止）の旧敷地を継承している。なお、現在地に移転する前の一時期、仮校舎として現在の大阪府立河南高等学校校舎を使用していたこともあった。

## 沿革
- 1947年4月1日 - 大阪府南河内郡富田林町立中学校として設立。
- 1948年4月 - 大阪府立河南高等学校を仮校舎とする。
- 1950年4月1日 - 富田林市の市制施行および富田林市立第二中学校の分離により、富田林市立第一中学校に改称。
- 1951年 - 現在地に移転。
- 1957年 - 校歌制定
- 1974年4月1日 - 校区の一部を富田林市立第三中学校に分離。
- 1983年4月1日 - 校区の一部を富田林市立喜志中学校に分離。

## 通学区域
- 富田林市立富田林小学校・富田林市立新堂小学校の通学区域。

## 交通
- 近鉄長野線　富田林西口駅から徒歩約3分。

## 出身者
- 吉村善美（富田林市長）
- 太田弘昭（高校野球指導者）